# ダミエン・ウィルキンス
- ダミアン・ウィルキンス

ダミエン・ラモント・ウィルキンス  (Damien Lamont Wilkins  ,  1980年1月11日 - )は、アメリカ合衆国・ノースカロライナ州ワシントン出身のバスケットボール選手。ポジションはSF/SG。

## 来歴
1999年にノースカロライナ州立大学に進学し、2年後に2001年のNBAドラフトにアーリーエントリーを表明したウィルキンスだったが、ドラフト開催前にエントリーを取り下げ、叔父のドミニク・ウィルキンスの母校でもあるジョージア大学の転校。2002-03シーズンから NCAA公式戦出場か認められ、2004年までプレー。2004年のNBAドラフトでは指名外に終わるも、シアトル・スーパーソニックス  (現・オクラホマシティ・サンダー)  と契約。ルーキーシーズンの2004-05シーズンは、29試合の出場に終わったものの、プレーオフに入り、ペジャ・ストヤコヴィッチ、マヌ・ジノビリらに対するディフェンスで評価を高め、2005年夏に制限付きFAとなったウィルキンスは、8月にミネソタ・ティンバーウルブズのオファーシートにサインするも、最終的にスーパーソニックスとの再契約が決定。レイ・アレン、ラシャード・ルイスの控え役として、2005-06シーズン、2006-07シーズンと2シーズン連続で全82試合にフル出場するなど、ディフェンス職人として奮闘した。
2009年7月、イータン・トーマスとのトレードでミネソタ・ティンバーウルブズに移籍。
2010-11シーズン開幕前はメンフィス・グリズリーズのトレーニングキャンプに参加するも、シーズン開幕前に解雇。2011年1月にアトランタ・ホークスに10日間契約で加入し、そのままシーズン終了まで所属。以降はデトロイト・ピストンズ、フィラデルフィア・76ersでプレーした。
2013-14シーズン以降はNBAでプレーすることが出来ず、Dリーグや海外リーグでプレー。
2017年8月15日、インディアナ・ペイサーズとトレーニングキャンプに関する契約を結び、30代後半にしてNBA復帰を目指すことになった。

## 家族
- 父は元NBA選手のジェラルド・ウィルキンスで、バスケットボール殿堂入りのドミニク・ウィルキンスは叔父にあたる。